# آنسلمو پیزا
آنسلمو پیزا (انگلیسی: Anselmo Pisa; ۷ آوریل ۱۹۱۸ – ۱۶ اکتبر ۱۹۶۵) بازیکن فوتبال اهل آرژانتین بود.
از باشگاه‌هایی که در آن بازی کرده‌است می‌توان به باشگاه فوتبال اینتر میلان، باشگاه ورزشی لاتزیو، باشگاه فوتبال بانفیلد، و باشگاه ورزشی اشتوریل پرایا اشاره کرد.